# Leon Lempke

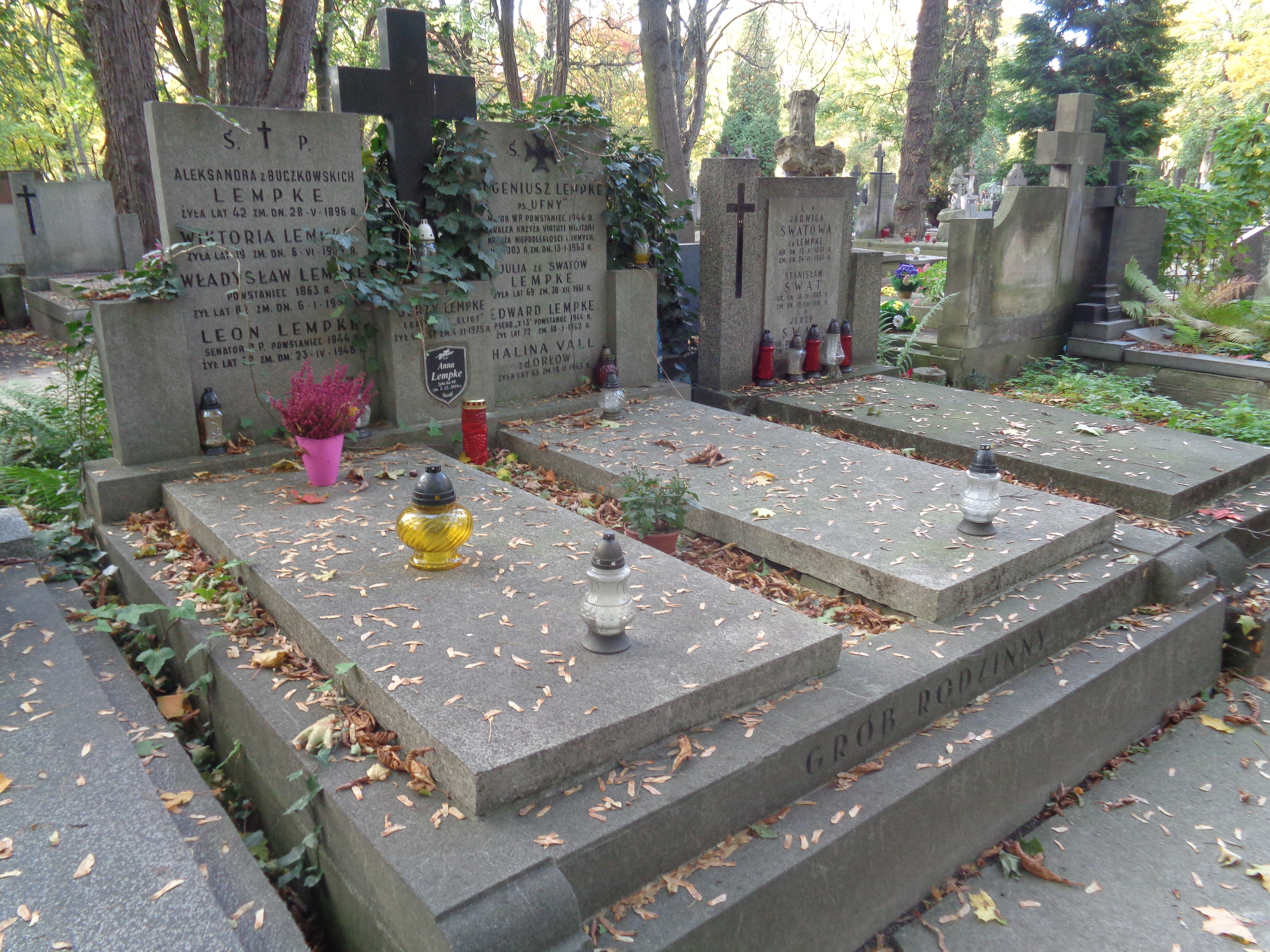
Grób Leona Lempke na cmentarzu Powązkowskim

Leon Lempke, pseudonim „Senator”, „Leon” (ur. 27 czerwca 1884, zm. 23 kwietnia 1946 w Warszawie) – senator II kadencji (1928–1930) i III kadencji (1930–1935) z listy BBWR, wybrany z listy państwowej, urzędnik kolejowy, działacz związkowy, publicysta.

## Życiorys
Syn Władysława, uczestnika powstania styczniowego, i matki Aleksandry z domu Buczkowskiej. Absolwent szkoły handlowej inż. Hanzena (1900) i kursów administracyjnych WWP w Warszawie. Urzędnik kolejowy (dietariusz) w ekspedycji towarowej w Aleksandrowie Kujawskim (1901-), w którym to okresie był członkiem PPS i Związku Postępowo-Demokratycznego, oraz brał udział w przerzutach przez granicę zbiegów politycznych i nielegalnej literatury w zaborze rosyjskim. Jednocześnie był członkiem Towarzystwa Kultury Polskiej, w ramach którego organizował odczyty konspiracyjne, oraz członkiem organizacji pracowników Drogi Żelaznej Warszawsko-Wiedeńskiej „Jedność”. Następnie przebywał w Warszawie (1910). W okresie I wojny światowej był ewakuowany do Witebska, skąd powrócił w 1918. Początkowo członek ZZK, następnie założyciel Zrzeszenia Pracowników Biurowych (1919). W 1924 został zwolniony z PKP i w tym samym roku połączył Zrzeszenie ze Związkiem Urzędników Kolejowych RP z siedzibą w Poznaniu, przejmując jego nazwę, zaś siedzibę przenosząc do Warszawy. Rok później zostaje prezesem związku. Był też jednym z założycieli Warszawskiego Klubu Społeczno-Politycznego (1933).
W okresie okupacji był członkiem Korpusu Bezpieczeństwa (kpt.) i uczestnikiem powstania warszawskiego.
Odznaczony Krzyżem Walecznych.
Opublikował broszury z dziedziny kolejnictwa, ruchu zawodowego i spółdzielczości mieszkaniowej, również artykuły w „Łączniku”, „Nowinach Politycznych”, „Spólnocie Pracy”.
Pochowany na cmentarzu Powązkowskim w Warszawie (kw. 252-5-25).